# Doll Domination
"Doll Domination" (Sự thống trị của các búp bê) là album phòng thu thứ hai của ban nhạc The Pussycat Dolls được phát hành vào ngày 23/9/2008. Album xếp vị trí thứ 4 tại bảng xếp hạng âm nhạc Billboard 200 với hơn 79.000 bản bán được trong tuần đầu.

## Bối cảnh và sản xuất
Các bài hát trong album được sản xuất bởi Timbaland, The Clutch, Cee-Lo Green, Lucas Secon, Wayne Hector, Cutfather, Jonas Jeberg, Sean Garrett, Darkchild, Kara DioGuardi, Fernando Garibay, Lady GaGa, Ryan Tedder, và Chase N. Cashe of Zone 4 Inc.
Mỗi thành viên trong nhóm đều có 1 ca khúc solo trong đĩa bonus của album. Trong phiên bản phát hành lại của album cũng đã được ấn định ngày phát hành.